# Passo de Jama
O  'Paso de Jama'  é um passo de montanha na fronteira entre as repúblicas de Chile e Argentina, localizada em 4200 acima do nível do mar. Permite uma ligação rodoviária fluida na região norte de ambos os países e constitui um setor estratégico do Corredor Bioceânico que liga os portos do Atlântico aos do Pacífico. A alfândega entre os dois países é processada em altura, a 4.200 metros acima do nível do mar, o que dificulta a respiração devido à falta de oxigênio. Dentro do destacamento existe uma enfermaria que atende os acometidos pela puna.

## Descrição
Esta passagem de fronteira foi inaugurada oficialmente em 6 de dezembro de 1991 e está totalmente pavimentada desde o final do ano 2005. Ingressa na Região de Antofagasta com a Província de Jujuy através da Rota 27-CH do Chile e da Rota Nacional 52 da Argentina.
Atualmente é a travessia mais importante da fronteira argentino-chilena depois do Paso Internacional Los Libertadores (Paso de Cristo Redentor), tanto por sua infraestrutura como por suas condições climáticas, que se traduzem em seu atual volume de operação. Segundo dados da Alfândega de Jujuy - Registro Jurisdicional de Susques, durante 2007 passaram por esta passagem 150.000 pessoas, 724 veículos particulares, 1.736 ônibus e  785 caminhões.
O Passo de  Jama possui uma vantagem comparativa muito valiosa que favorece sua escolha para o tráfego comercial do Mercosul, da Comunidade Andina e da Zona de Integração do Centro-Oeste da América do Sul (ZICOSUR), desde então é a que apresenta o menor índice de cortes durante o inverno.
É o mais utilizado pelos transportadores do Grande Norte da Argentina, do Paraguai e nos últimos anos também pelos do sul e centro-oeste do Brasil, além disso, possibilita a conexão com a Hidrovia Paraná - Paraguai.
Sua transitabilidade ao longo do ano permite que você atravesse com segurança a Cordilheira dos Andes, reduzindo os custos de transporte.
O passo começa a uma altura de 936 m e atinge 4800 m, tem declives longitudinais máximos de 6,37%. Raio da curva maior que 25 m, larguras de estrada de 7 m, permitindo o trânsito seguro de todos os tipos de veículos de carga.

## Área de influência do Passo de Jama
O Passo de Jama está estrategicamente localizado dentro do Corredor Bioceânico Atlântico-Pacífico na altura do Trópico de Capricórnio. Sua influência inclui os estados de Mato Grosso do Sul, São Paulo, Paraná, Santa Catarina e Rio Grande do Sul do Brasil, os departamentos de Potosí, Chuquisaca, Tarija e Santa Cruz, na Bolívia, em toda a República do Paraguai, nas províncias argentinas de Jujuy, Salta, Formosa, Chaco, Misiones, Corrientes, Tucumán, Santiago del Estero, ao norte de Santa Fe e Córdoba; a Primeira, Segunda, Terceira e Décima quinta regiões da República do Chile; bem como a costa da República do Peru.

### Distâncias em quilômetros de Paso de Jama
As cidades mais próximas da passagem são:

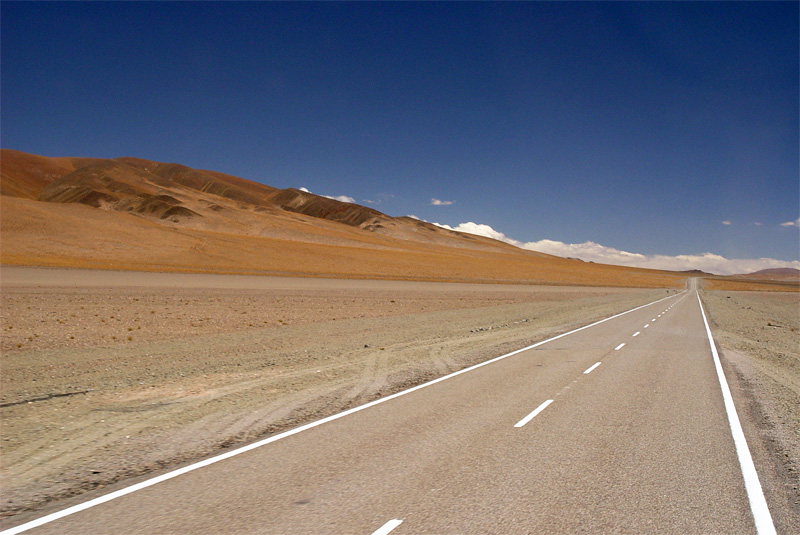
Paisagem do lado argentino

- CHI  'San Pedro de Atacama' , a 155 quilômetros da passagem de fronteira[6].
- ARG  'Susques' , 124 quilômetros da passagem de fronteira[7].

Distâncias para cidades chilenas e argentinas:
- CHI  'Calama' , 255 quilômetros da passagem de fronteira[8].
- CHI  'Antofagasta' , 466 quilômetros da passagem de fronteira[9].
- ARG  'San Salvador de Jujuy' , 321 quilômetros da passagem de fronteira[10].
- ARG  'Salta' , 355 quilômetros da passagem de fronteira[11].